# Tumpacher József
Tumpacher József (Kőszeg, 1765. március 31. – Pest, 1821. november 2.) teológiai doktor, győri kanonok, egyetemi tanár.

## Élete
Hittudományi doktorátust szerzett. Előbb a győri líceumban tanított, majd 1805. szeptember 3-tól haláláig a pesti egyetemen az Újszövetség és a görög nyelv tanára volt.

## Művei
- Latin levele Révaihoz 1800. decz. 5. (Irodalomtörténeti Közlemények 1896. 235. l.).
- In vindicias Joannis Jahn animadversiones commilitionis, Jaurini, 1822. (Névtelenül.).
- Kézirati munkája: Hermeneutica Genetralis, quam D. Josephus Tumpacher anno 1820. Reg. Scient Universitatis Hung. Pestini Rector Magnificus publice praelegit. Chirographia Josephi Chlivényi. 8rét 374 levél. (Vágner József, A nyitrai egyházmegei könyvtár kéziratai. Nyitra, 1886. 130. l.)